# Anton Steiner (poslanec Moravského zemského sněmu)
Anton Steiner (31. prosince 1839 Boršov – 19. září 1916 Boršov) byl rakouský politik německé národnosti z Moravy; poslanec Moravského zemského sněmu.

## Biografie
Byl synem Antona Steinera, rolníka v Boršově. Působil jako hospodář v Boršově (Porstendorf) u Moravské Třebové. Vychodil národní školu, navštěvoval vojenské učiliště a pak soukromou školu v Praze. U armády sloužil po dvanáct let. Zúčastnil se polních tažení roku 1859 a 1866. Mezitím byl též úředníkem v Praze. Z aktivní služby odešel v hodnosti Wachtmeistera. Po odchodu z armády byl veřejně činný. Od roku 1873 do roku 1876 byl starostou rodného Boršova a v letech 1874–1877 členem okresního silničního výboru v Moravské Třebové. V 80. letech je uváděn jako předseda kontribučenské záložny pro bývalé panství Moravská Třebová. Zasedal též v okresní školní radě a byl náčelníkem sboru dobrovolných hasičů v Boršově. V roce 1887 založil družstevní mlékárnu v Boršově, první podnik tohoto typu na Moravě.
V 80. letech se zapojil i do vysoké politiky. V zemských volbách roku 1884 byl zvolen na Moravský zemský sněm, za kurii venkovských obcí, obvod Moravská Třebová, Svitavy, Jevíčko. V roce 1884 se uvádí jako německý liberální kandidát (tzv. Ústavní strana, liberálně a centralisticky orientovaná).
V únoru 1910 byl u příležitosti svých 70. narozenin veřejně oceněn.